# Teoria Cattell–Horn–Carroll

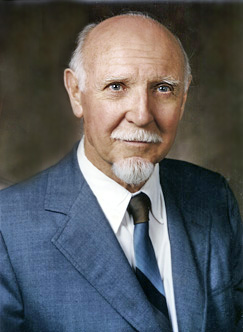
Raymond B. Cattell: psicólogo britânico-americano

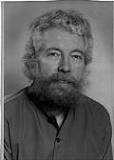
John Leonard Horn: psicólogo norte-americano

A teoria de Cattell-Horn-Carroll (comumente abreviada para CHC), é uma teoria psicológica sobre a estrutura das habilidades cognitivas humanas. Com base no trabalho de três psicólogos, Raymond B. Cattell, John L. Horn e John B. Carroll, a teoria de Cattell-Horn-Carroll é considerada uma teoria importante no estudo da inteligência humana. Com base em um grande corpo de pesquisa, abrangendo mais de 70 anos, a teoria dos três estratos de Carroll foi desenvolvida usando a abordagem psicométrica, a medição objetiva das diferenças individuais nas habilidades e a aplicação da análise fatorial, uma técnica estatística que revela relações entre variáveis e a estrutura subjacente de conceitos como 'inteligência' (Keith & Reynolds, 2010). A abordagem psicométrica facilitou consistentemente o desenvolvimento de ferramentas de medição confiáveis e válidas e continua a dominar o campo da pesquisa de inteligência (Neisser, 1996).
A teoria de Cattell-Horn-Carroll é uma integração de dois modelos teóricos de inteligência previamente estabelecidos: a teoria da inteligência fluida e cristalizada (Gf-Gc) (Cattell, 1941; Horn 1965), e a teoria dos três estratos de Carroll (1993), um modelo hierárquico de três camadas de inteligência. Devido às semelhanças substanciais entre as duas teorias, elas foram amalgamadas para formar a teoria de Cattell-Horn-Carroll (Willis, 2011, p. 45). No entanto, alguns pesquisadores, incluindo John Carroll, questionaram não apenas a necessidade, mas também a base empírica da teoria.  
No final da década de 1990, o modelo CHC foi expandido por McGrew, posteriormente revisado com a ajuda de Flanagan. Extensões posteriores do modelo são detalhadas em McGrew  e Schneider e McGrew  Há um número bastante grande de diferenças individuais distintas na capacidade cognitiva, e a teoria CHC sustenta que as relações entre elas podem ser derivadas classificando-as em três diferentes estratos: estrato I, habilidades "estreitas"; estrato II, "habilidades amplas"; e o estrato III, constituído por uma única "habilidade geral" (ou g). 
Hoje, a teoria de Cattell-Horn-Carroll é amplamente aceita como a teoria mais abrangente e empiricamente apoiada de habilidades cognitivas, informando um corpo substancial de pesquisa e o desenvolvimento contínuo de testes de QI (Quociente de Inteligência). 

## Fundo

### Desenvolvimento do modelo CHC
A teoria da inteligência de Cattell-Horn-Carroll é uma síntese do modelo Gf-Gc de Cattell e Horn de inteligência fluida e cristalizada e da Hierarquia dos Três Estratos de Carroll (Sternberg & Kauffman, 1998). A consciência das semelhanças entre as habilidades do modelo expandido Gf-Gc de Cattel e Horn e as habilidades do Broad Stratum II de Carroll foram destacadas em uma reunião em 1985 sobre a revisão da Bateria Psicoeducacional Woodcock-Johnson (Woodcock & Johnson, 1989). Nessa reunião, Horn apresentou a teoria Gf-Gc a várias figuras proeminentes em testes de inteligência, incluindo John B. Carroll (McGrew, 2005). Carroll já era um defensor vocal da teoria Cattell-Horn, afirmando em 1993 que o modelo Gf-Gc "parece oferecer a abordagem mais bem fundamentada e razoável para uma teoria aceitável da estrutura das habilidades cognitivas" (Carroll, 1993, pág. 62). Esse encontro fortuito foi o ponto de partida para a integração das duas teorias. A integração das duas teorias evoluiu por meio de uma série de eventos intermediários que ocorreram ao longo de duas décadas. Embora existam muitas semelhanças entre os dois modelos, Horn argumentou de forma consistente e inflexível contra um único fator g de habilidade geral (McGrew, 2005, p. 174). Charles Spearman propôs pela primeira vez a existência do fator g (também conhecido como inteligência geral) no início do século 20, depois de descobrir correlações positivas significativas entre as pontuações das crianças em disciplinas acadêmicas aparentemente não relacionadas (Spearman, 1904). Ao contrário de Horn, Carroll argumentou que a evidência de uma única habilidade 'geral' era esmagadora e insistiu que g era essencial para uma teoria da inteligência humana. 

## Habilidades

### Habilidades amplas e estreitas
As habilidades amplas são: 
- Compreensão-Conhecimento (Gc): inclui a amplitude e a profundidade do conhecimento adquirido por uma pessoa, a capacidade de comunicar o próprio conhecimento e a capacidade de raciocinar usando experiências ou procedimentos previamente aprendidos.
- Raciocínio fluido (Gf): inclui a ampla capacidade de raciocinar, formar conceitos e resolver problemas usando informações desconhecidas ou novos procedimentos.
- Conhecimento quantitativo (Gq): é a capacidade de compreender conceitos e relações quantitativas e manipular símbolos numéricos. [7]
- Habilidade de Leitura e Escrita (Grw): inclui habilidades básicas de leitura e escrita.
- Memória de Curto Prazo (Gsm): é a capacidade de apreender e reter informações em consciência imediata e depois usá-las em poucos segundos.
- Armazenamento e Recuperação de Longo Prazo (Glr): é a capacidade de armazenar informações e recuperá-las fluentemente mais tarde no processo de pensamento.
- Processamento Visual (Gv): é a capacidade de perceber, analisar, sintetizar e pensar com padrões visuais, incluindo a capacidade de armazenar e recordar representações visuais.
- Processamento Auditivo (Ga): é a capacidade de analisar, sintetizar e discriminar estímulos auditivos, incluindo a capacidade de processar e discriminar os sons da fala que podem ser apresentados em condições distorcidas. [7]
- Velocidade de Processamento (Gs): é a capacidade de realizar tarefas cognitivas automáticas, principalmente quando medida sob pressão para manter a atenção focada.

Uma décima habilidade, Tempo/Velocidade de Decisão/Reação (Gt), é considerada parte da teoria, mas atualmente não é avaliada por nenhum teste de habilidade intelectual importante, embora possa ser avaliada com uma medida suplementar, como um teste de desempenho contínuo. 
| Conhecimento quantitativo | Leitura/escrita          | Compreensão-Conhecimento        | Raciocínio fluido           | Memória de curto prazo            | Armazenamento e recuperação de longo prazo | Processamento visual         | Processamento auditivo                       | Velocidade de processamento    |
| ------------------------- | ------------------------ | ------------------------------- | --------------------------- | --------------------------------- | ------------------------------------------ | ---------------------------- | -------------------------------------------- | ------------------------------ |
| Conhecimento matemático   | Decodificação da leitura | Informações verbais gerais      | Raciocínio indutivo         | Período de memória                | Memória associativa                        | Visualização                 | Codificação fonética                         | Velocidade perceptiva          |
| Realização matemática     | Compreensão de leitura   | Desenvolvimento da linguagem    | Raciocínio sequencial geral | Capacidade de memória de trabalho | Memória significativa                      | Rotação acelerada            | Discriminação do som da fala                 | Taxa de realização do teste    |
|                           | Velocidade de leitura    | Conhecimento lexical            | Raciocínio piagetiano       |                                   | Memória de recuperação livre               | Velocidade de fechamento     | Resistência à distorção do estímulo auditivo | Facilidade com números         |
|                           | Habilidade de ortografia | Capacidade de escuta            | Raciocínio quantitativo     |                                   | Fluência Ideacional                        | Flexibilidade de fechamento  | Memória para padrões de som                  | Velocidade/fluência de leitura |
|                           | Uso da linguagem         | Capacidade de comunicação       | Velocidade do raciocínio    |                                   | Fluência associativa                       | Memória visual               | Mantendo e julgando ritmos                   | Velocidade/fluência de escrita |
|                           | Capacidade de escrita    | Sensibilidade gramatical        |                             |                                   | Fluência Expressiva                        | Varredura espacial           | Discriminação e julgamento musical           |                                |
|                           | Velocidade de escrita    | Produção oral e fluência        |                             |                                   | Originalidade                              | Integração perceptual serial | tom absoluto                                 |                                |
|                           | Habilidade de fechar     | Aptidão para língua estrangeira |                             |                                   | Facilidade de nomenclatura                 | Estimativa de comprimento    | Localização de som                           |                                |
|                           |                          |                                 |                             |                                   | Fluência de palavras                       | Ilusões perceptivas          | Rastreamento temporal                        |                                |
|                           |                          |                                 |                             |                                   | Fluência Figural                           | Alternações perceptivas      |                                              |                                |
|                           |                          |                                 |                             |                                   | Flexibilidade Figural                      | Imagens                      |                                              |                                |
|                           |                          |                                 |                             |                                   | Capacidade de aprendizagem                 |                              |                                              |                                |